# Università di Nicosia
L'Università di Nicosia è un'università privata situata a Nicosia, Cipro. Con oltre 12.000 studenti, è la più grande università del Paese.
Nel settembre 2007 l'Intercollege ha assunto questo nome e successivamente si è separato dal resto dell'Università. Uno dei partner è anche Merdian.
Il campus universitario si estende su una superficie di oltre 100.000 metri quadrati.

## Facoltà
- Architettura e servizi correlati
- Economia
- Comunicazione e giornalismo
- Informatica
- Scienza e tecnologia dell'informazione
- Tecnologie tecniche
- Scienze mediche
- Scienze sociali e arti visive
- Arte e design